# Деніел Кіш
Деніел Кіш (англ. Daniel Kish; нар. 1966, Монтебелло, Каліфорнія) — американський експерт з ехолокації та президент Доступ до світу для сліпих, некомерційної організації, заснованої 2000 року для «полегшення життя людей з усіма формами сліпоти» і підвищення публічної інформованості про свої можливості. Кіш та його організація навчили ехолокоції більше 500 сліпих дітей по всьому світу. Кіш, який сліпий з 13 місяців від народження, перша людина, що має сертифікат з Орієнтації і є спеціалістом з мобільності (COMS) а також має сертифікат National Blindness Professional Certification (NOMC). Він також має магістерський ступінь з психології розвитку і спеціальну освіту.
Праці Кіша надихнули на велику кількість наукових досліджень про людську ехолокацію. У дослідженні 2009 року в університеті Алькали в Мадриді десятеро зрячих протягом кількох днів навчалися базовій навігації. Дослідження допомогло краще розпізнавати різноманітні звуки і використовувати ехолокацію ефективніше. Інше дослідження, в якому за допомогою МРТ відскановано мозок Кіша та інших експертів з ехолокації для ідентифікації частин мозку, які беруть участь у цьому процесі, показало, що «структури мозку, які перетворюють візуальну інформацію в зрячих людей, опрацьовують ехо-інформацію в незрячих експертів з ехолокації.»

## Деніел Кіш в Україні
2010 року на запрошення волонтерів з благодійного фонду «Відкриті горизонти» Деніел відвідав Львів. Він навчив 14-річного Олега Шпая методу ехолокації.

## У популярній культурі
Кіш зіграв самого себе в індійському фільмі 2012 року тамільською мовою Thaandavam.

## Цікавий факт
Кіш — вегетаріанець..